# Рункошів
Ру́нкошів — село в Україні, у Староушицькій селищній територіальній громаді Кам'янець-Подільського району Хмельницької області.

## Назва
Назва села спочатку мала літеру «м» — «Румкошів». За свідченнями деяких науковців, «румкош» означало курінь, невеличку хату. Інші кажуть, що назва походить від людей, які тут заселилися — Римко, Румко. Селяни ж пов'язують назву своєї батьківщини із давнім заняттям вівчарством, мовляв раніше жителі тримали багато овець, а руно продавали. Тож назва Рункошів походить від назви «руно». Яка з цих версій істинна — важко сказати.

## Географія
Подільське село Рункошів розкинулось на подільській височині в південно-західній частині України, за 38 кілометрів автошляхами від міста Кам'янець-Подільський. Територія села на сході примикає до села Чабанівка, а на півдні, до Грушки. Біля села протікає річка Жван та проходить автошлях територіального значення Т 2303, який перетинається з автошляхом Т 2317.

### Клімат
Рункошів розташований у межах вологого континентального клімату із теплим літом, у так званому «теплому Поділлі», тут весна настає на 2 тижні раніше. Але діяльність людини досить часто призводить до екоциду, поганих змін та глобального потепління. Рівень наповнення річок водою по області становить лише 20 % від необхідного стандарту, значна частина земної поверхні стає посушливою. Для покращення ситуації варто було б проводити ревайлдинг, відновлювати екосистеми та лісові насадження.

## Історія
У 1431 році село під іменем «Румкошевці» дароване було польським королем Владиславом деякому Якову з Ячка.
Надалі частина поселення стала королівським маєтком, друга належала приватним власникам. Відтак одна частина отримала назву Великий Рункошів, інша — Малий Рункошів, перетворившись в окремі населені пункти.
У пізніші роки відійшло до генерала Вітте, далі до Карашевичів, а інша — приватна частина спочатку Миколаю Вольському, а далі Петру Маковецькому, Йозефу Гумецькому, генералу Бистромову з 1807 року, Альбіону Когутовському.
Сільська церква Покрови збудована у 1777 році — дерев'яна, у 1901 році була ветхою.
У 1905 році Рункошевом володів поміщик Токаржевський-Карашевич. На той час у селі нараховувалося 292 двори та майже півтори тисячі жителів.
Внаслідок поразки визвольних змагань на початку XX століття, село надовго окуповане російсько-більшовицькими загарбниками.
Радянська окупація принесла колективізацію та розкуркулення, мешканці села зазнали репресій.
У 1932–1933 селяни села пережили жахливі події — Голодомор.
Після завершення Другої світової війни у 1946—1947 роках село вчергове пережило голод.
З 1925 до 1954 роках діяла Великорункошівська сільська рада, два колгоспи то об'єднувалися, то роз'єднувалися, то приєднувалися до сусідньої Грушки. Довгий час Рункошів входив до складу Грушківської сільської ради.
В 1960 році село Рункошів включено села Великий та Малий Рункошів, Яр-Рункошівський.
З 1991 року в складі незалежної України. Дитсадок зачинили на початку в 1991 році, згодом, аби приміщення не розвалилося, його віддали громаді під церкву. В іншій частині села збудована капличка.
Початкова школа закрита в 2008 році.
7 вересня 2017 року шляхом об'єднання сільських рад село увійшло до складу Староушицької селищної громади.
Колишній орган місцевого самоуправління — Грушківська сільська рада.

## Населення
За переписом населення України 2001 року в селі мешкало 612 осіб.
У 2015 році населення становило 552 особи (з 289 дворів).
У 2023 році селі проживало 422 особи, населення села скоротилось на 31,05 % порівняно зі 2001 роком.

### Мова
У селі поширені західноподільська говірка та південноподільська говірка, що відносяться до подільського говору, який належить до південно-західного наріччя.
100 % населення вказало своєю рідною мовою українську мову за даними перепису 2001 року.

## Відомі люди

### Уродженці
- Врублевський Микола Євтихійович (1897—1918) — народний секретар народної освіти в радянському уряді України (у березні — квітні 1918 року). Наймолодший міністр в історії України.
- Кузьмінський Станіслав Петрович — старший солдат ОПБ. 2014 році добровольцем пішов боронити цілісність України. Нагороджений медаллю «За військову службу Україні»[5]. Загинув в боях з агресором.
- Ляшенко Анатолій Федорович (26.05.1940 — 03.04.2023) — народився в селі Рункошів, Хмельницької області. Мати була вчителькою початкових класів, батько загинув на фронті. Після закінчення школи переїхав у Чернівці, навчався в Чернівецькому національному університеті на фізико-математичному факультеті. Пізніше працював у Запоріжжі та Києві на виробництвах діодів та транзисторів. У 1961 році брав безпосередню участь в отриманні першого в Україні кремнієвого транзистора П701. Був головним інженером підприємства «Гравітон». Також став кандидатом фізико-математичних (технічних наук), доцентом в ЧТЕІ КНТУ. Став одним із авторів видання «Оптимізація витрат підприємства на основі системно-орієнтованого управління ними» (на прикладі ПрАТ «Імпульс»).

### Проживали, перебували
- Григорій Голоскевич — український мовознавець, громадський діяч, член Української Центральної Ради, укладач «Правописного словника», автор праць з діалектології Поділля, репресований більшовицькою владою. У 1888 році проживав у селі Рункошів.

## Охорона природи
Село лежить у межах національного природного парку «Подільські Товтри».

## Галерея

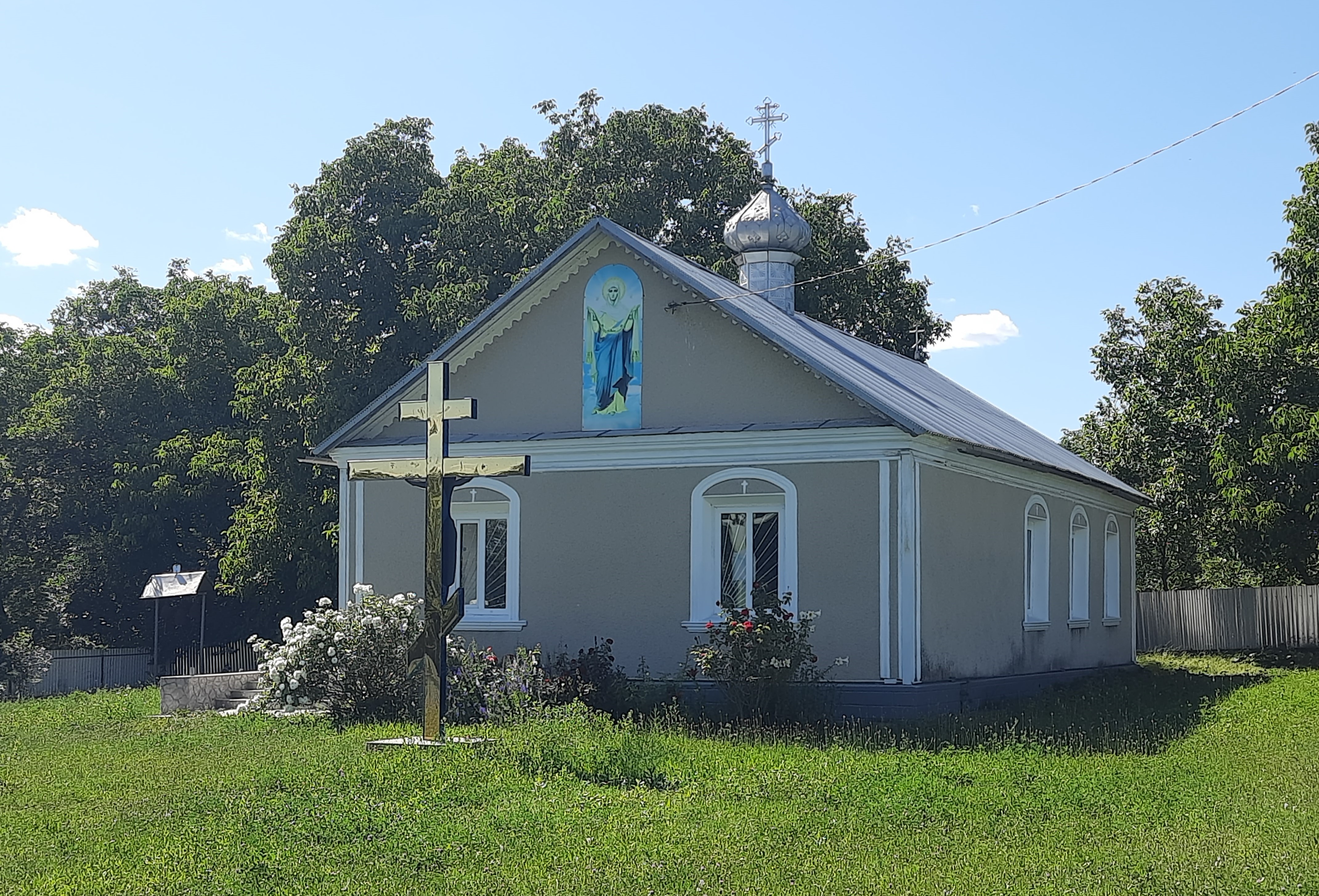
Сільська церква
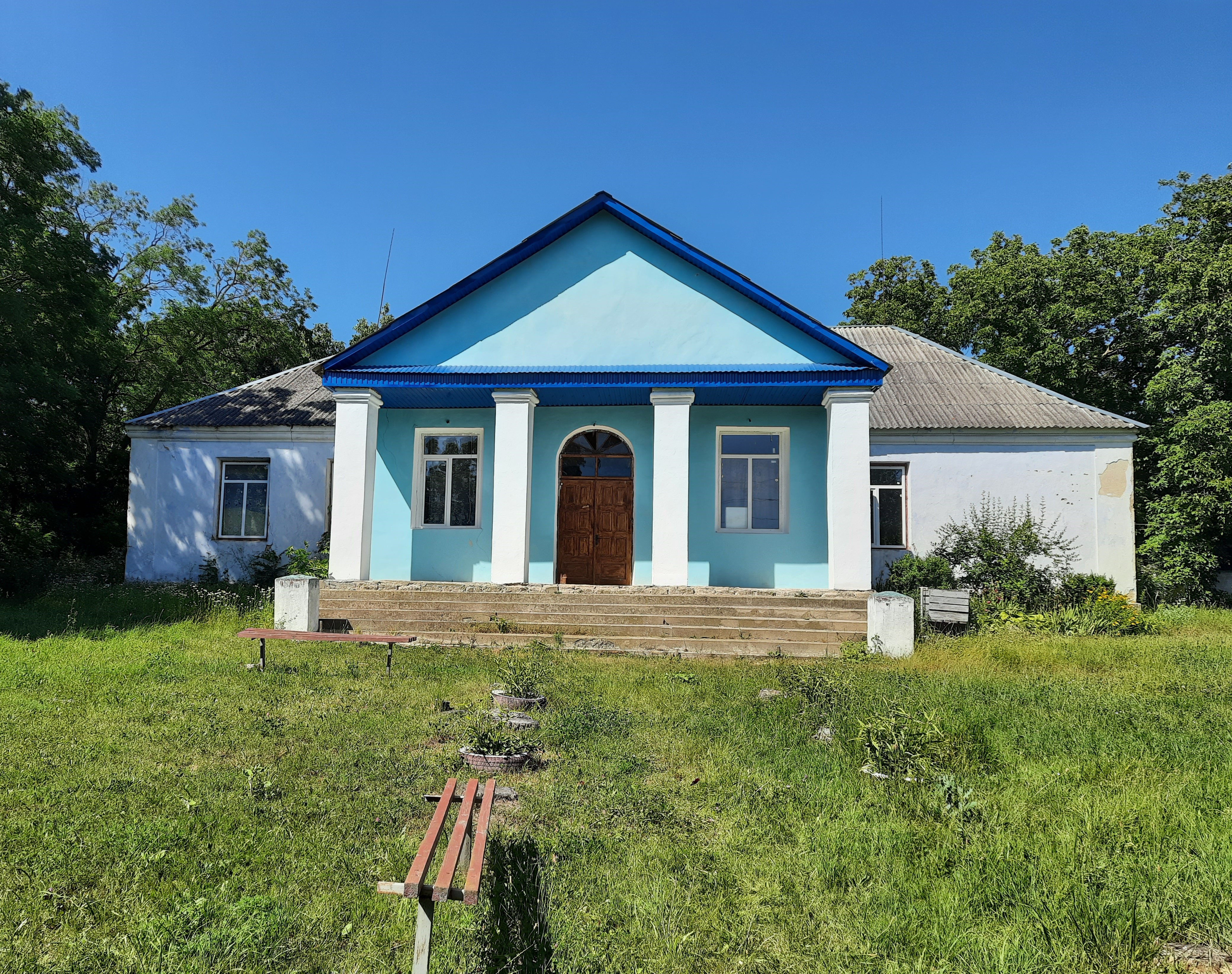
Клуб
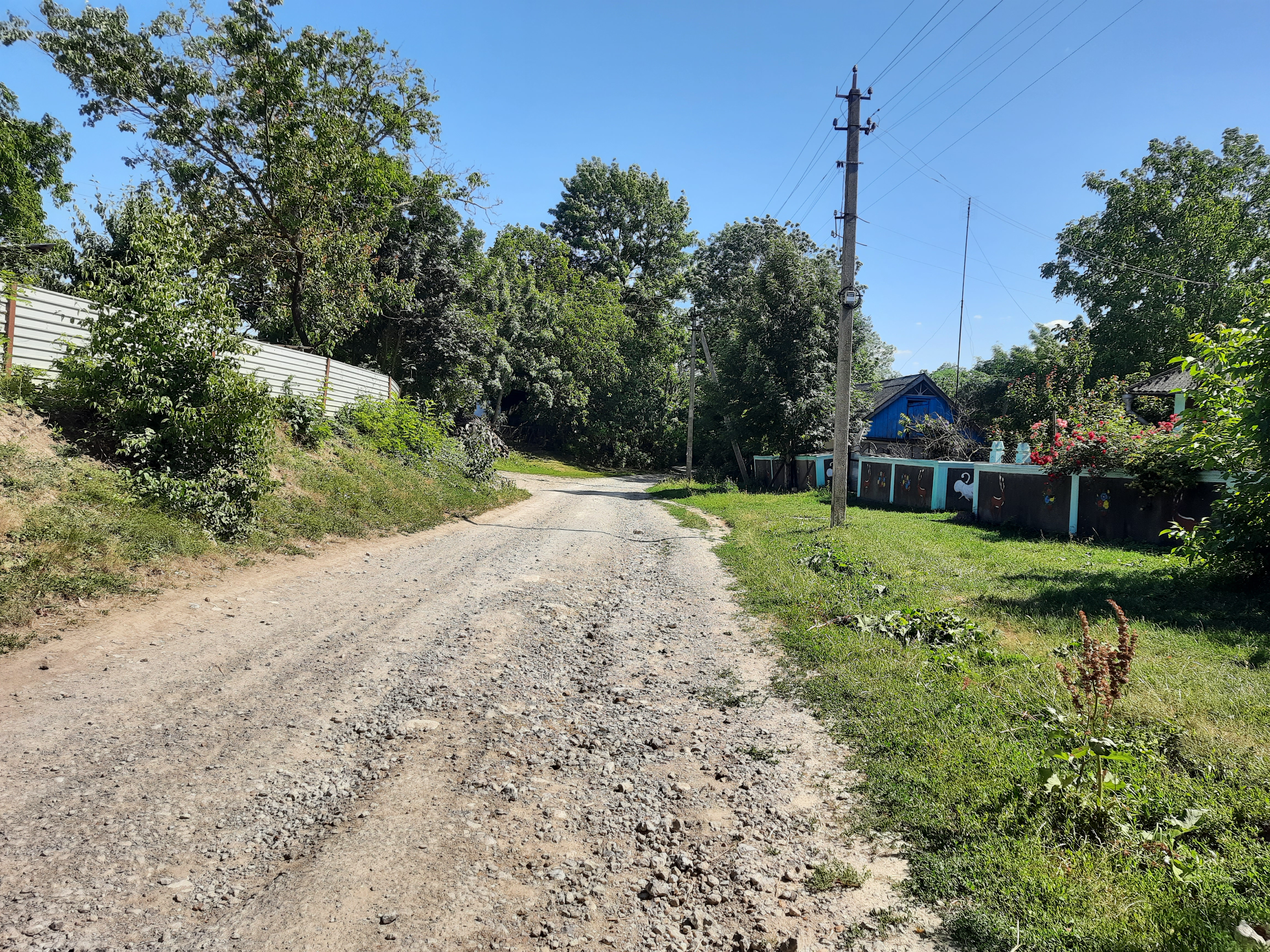
Сільська вулиця
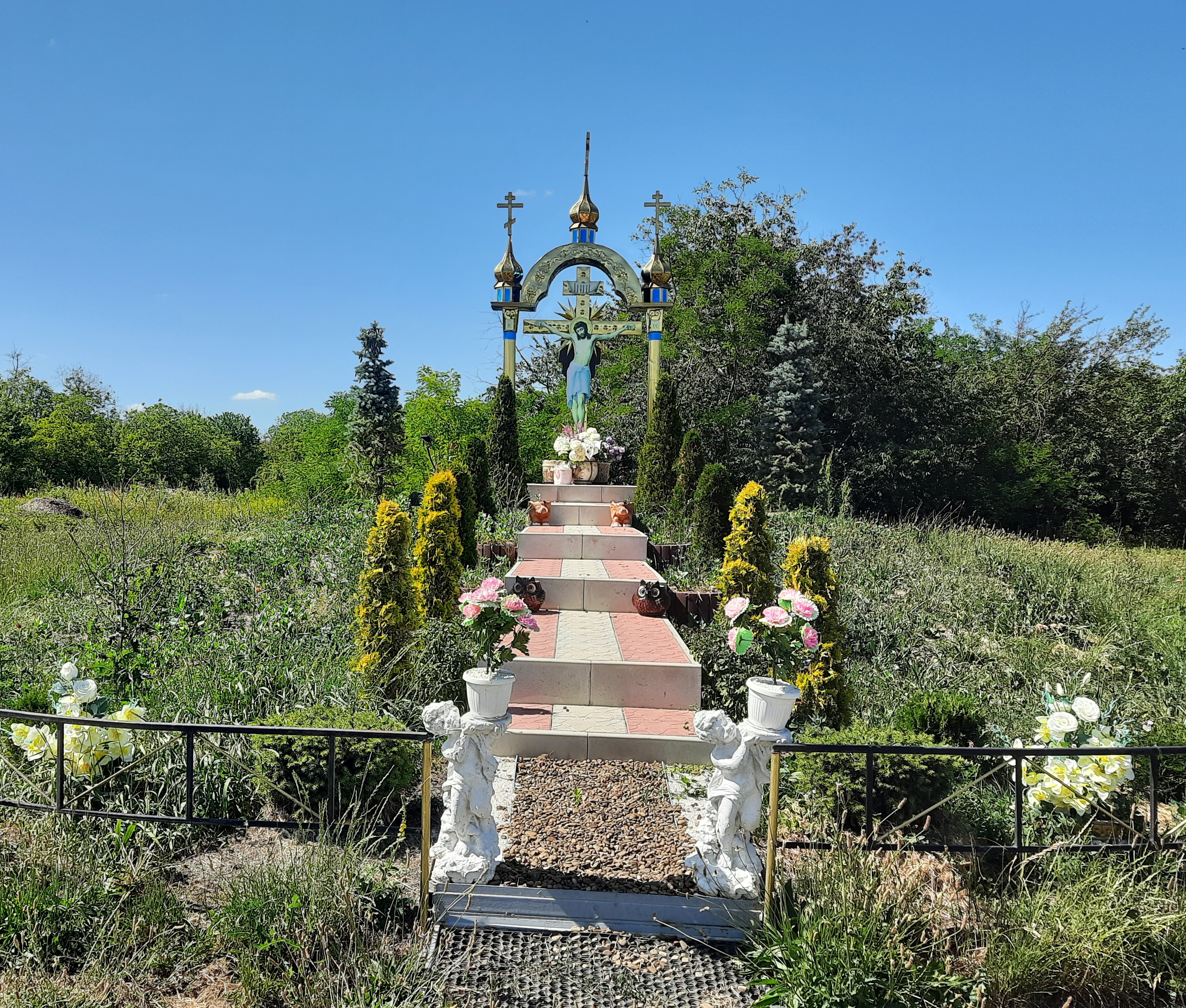
Капличка на околиці села
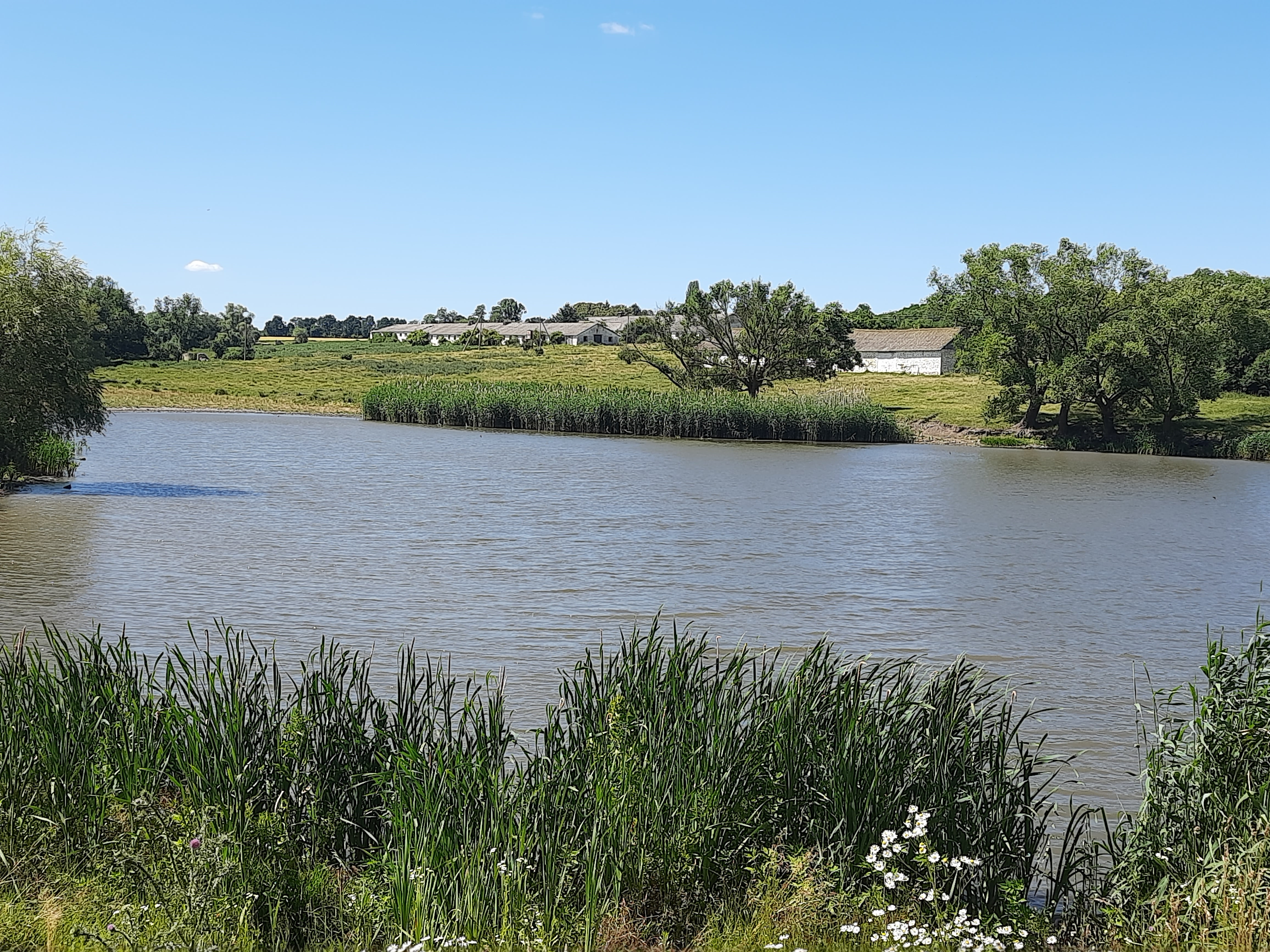
Став біля села
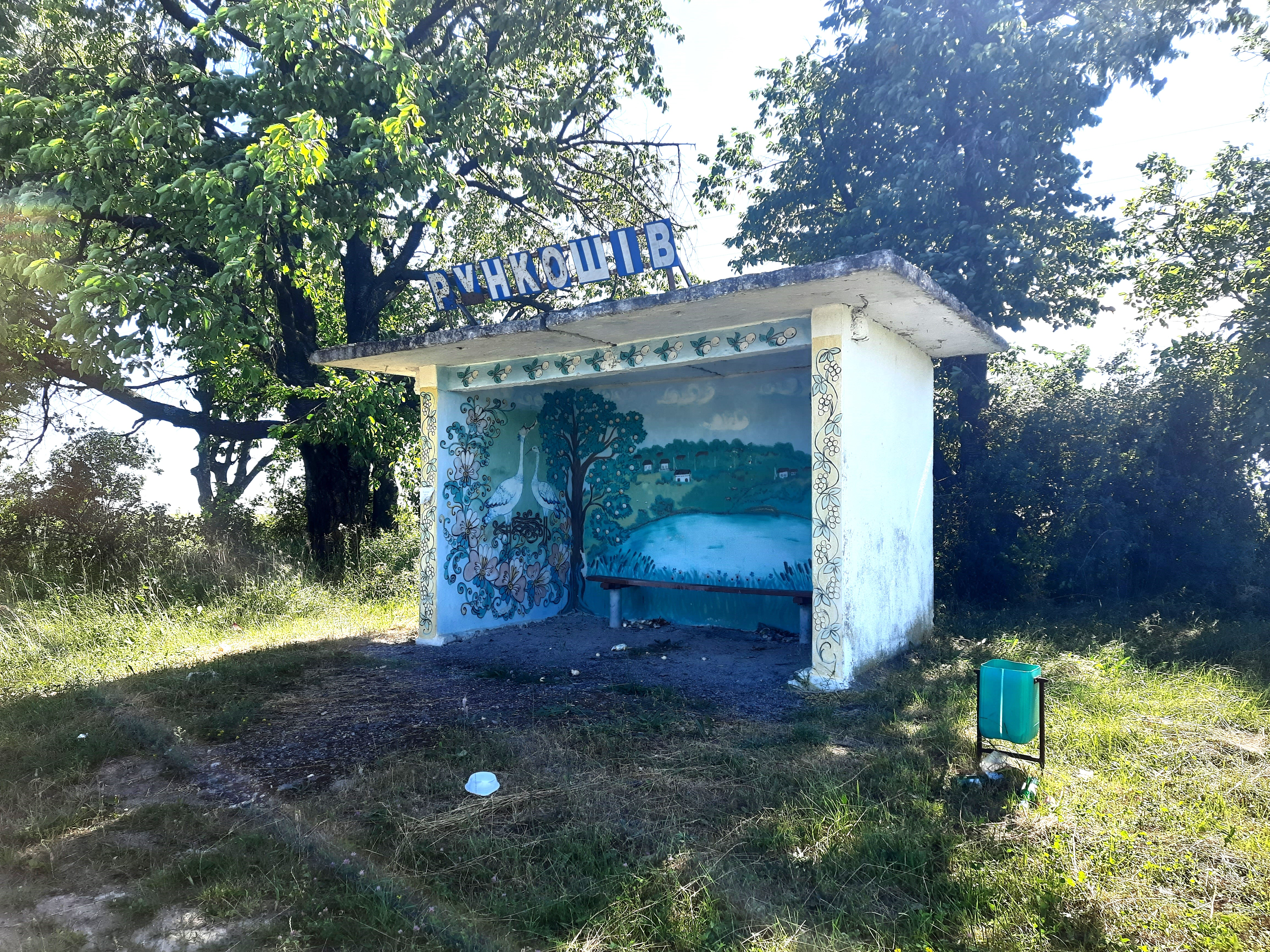
Автобусна зупинка біля села